# Bácsszőlős
Bácsszőlős este un sat în districtul Bácsalmás, județul Bács-Kiskun, Ungaria, având o populație de 348 de locuitori (2011). 

## Demografie
Componența etnică a satului Bácsszőlős
     Maghiari (95,91%)
     Germani (2,34%)
     Necunoscut (0,88%)
     Romi (0,88%)
     Alții (0,88%)
Componența confesională a satului Bácsszőlős
     Romano-catolici (54,31%)
     Fără religie (18,97%)
     Reformați (7,76%)
     Necunoscută (18,97%)
     Alte religii (1,15%)
Conform recensământului din 2011, satul Bácsszőlős avea 348 de locuitori. Din punct de vedere etnic, majoritatea locuitorilor (95,91%) erau maghiari, cu o minoritate de germani (2,34%). Apartenența etnică nu este cunoscută în cazul a 0,88% din locuitori.  Din punct de vedere confesional, majoritatea locuitorilor (54,31%) erau romano-catolici, existând și minorități de persoane fără religie (18,97%) și reformați (7,76%). Pentru 18,97% din locuitori nu este cunoscută apartenența confesională.